# 조선영화건설본부
조선영화건설본부(朝鮮映畵建設本部)는 태평양 전쟁 종전 직후인 1945년 8월에 미군정 지역인 서울에서 결성된 영화인 단체이다. 약칭 영건이다.

## 발족과 구성
태평양 전쟁 종전 사흘 후인 8월 18일에 임화의 조선문학건설본부를 중심으로 조선문화건설중앙협의회가 결성되었다. 이 협의회는 문학과 음악, 미술, 연극 등 예술 각 분야에서 결성된 단체가 연합해 조직한 것이었다.
8월 18일 조선문화건설중앙협의회 산하에 영화 부문 단체로 조선영화건설본부가 설치되었다. 중심 인물은 이재명, 김정혁, 박기채, 이병일, 윤상열 등이었다. 위원장은 윤백남, 서기장은 김정혁이 맡았다.
그러나 조직 구성 과정이나 노선에 대한 자료는 남아 있지 않아 참가한 인물들의 추후 행적으로 노선을 추정할 수밖에 없다. 후에 좌익과 우익 영화인으로 분류되는 인물들이 혼재되어 있어 해방을 맞아 급조된 단체인 것으로 보고 있다. 영화계 내부에서 일정한 합의를 거쳤다기보다는 갑자기 맞이한 해방 정국에서의 즉자적 반응으로 출범했으며, 여기에는 예술계 여러 분야에 걸쳐 주도권을 선점하려는 조선문화건설중앙협의회 측의 의도도 반영되어 있었다.

## 활동
조선영화건설본부는 인적 결속력이나 노선, 활동 면에서 조선문화건설중앙협의회나 이 단체의 주도권을 장악한 조선문학건설본부에 비하여 미약했다. 조선문화건설중앙협의회의 노선에 따라 일제 잔재를 소탕하고 봉건적 반민주적 문화 요소를 청산하기로 했으나, 실제의 조직 구성과는 괴리가 있었다.
특히 일제 말기의 전쟁 시국을 절필한 채 보내 친일 논란에서 떳떳할 수 있었던 사회주의 계열 작가가 적지 않았던 문학 부문과는 달리, 영화 부문에는 국민영화 제작으로 전시체제에 적극적으로 동원된 인물이 많았다. 친일 이력이 있는 영화인들이 조선영화건설본부에 참여할 수 있었던 것은 중간층을 포섭하여 문화계 전체를 아우르려던 조선문화건설중앙협의회의 타협적 조직 방침 속에서 이들의 참여가 용인되었기 때문이다.
영건은 이처럼 여러 노선의 인물들이 섞여 있는 과도기적 형태였기에, 미군정의 승인을 받아 해방뉴스 2편과 뉴스 2편을 제작한 것 외에는 별다른 활동을 하지 못했다.

## 해체
좌우 영화인을 모두 아우르려는 의도로 영건이 조직되었지만, 일제 강점기에 프롤레타리아 영화 운동에 종사했던 일부 인사들은 여기에 가담하지 않고 1945년 11월에 별도로 조선프로레타리아영화동맹을 창립했다. 이 단체는 좌익 강경파가 결성한 조선프로레타리아예술동맹 산하에 구성되었다. 영화인이라기보다는 미술인으로 분류되는 추민, 강호가 중심이 되었다.
그해 12월에 조선영화건설본부와 조선프로레타리아영화동맹은 두 단체가 통합하는 형식으로 조선영화동맹을 발족시켰다.

## 같이 보기
- 조선영화동맹

## 참고자료
- 편집부 (1999년 12월 22일). 《한국현대 예술사대계  1 (해방과 분단 고착 시기)》. 서울: 시공사. 194~196쪽쪽. ISBN 895270522X.